# آنتون دريكسلر
آنتون دريكسلر (13 يونيو 1884-24 فبراير 1942) هو قائد ألماني نازي في فترة العشرينيات.

## حياته
ولد في ميونخ وكان مصلح آلات قبل أن يصبح صانع أقفال في السكك الحديدية في برلين عام 1902.
التحق بحزب وطن الأجداد خلال الحرب العالمية الأولى، وقد كان شاعر وعضو في دعاة الفولكش وأسس مع الصحفي كارل هارر حزب العمال الألماني في ميونخ مع غوتفريد فيدر وديتريش إيكارت في 1919.
في لقاء للحزب في ميونيخ سبتمبر 1919 المتحدث الرسمي كان كوتفريد فيدر.عندما أنهى كلامه عضو من الحضور وقف واقترح أن تنفصل بافاريا عن بروسيا، والأمة المنفصلة أصلاً النمسا، عند ذلك قام شخص من الحضور ليحاجج في المجادلة وكان هذا الشخص هو أدولف هتلر. دركسلر اقترب منه ورمى له كتيب عنوانه يقظتي السياسية، ووفقاً لما جاء في كتابات هتلر في كتابه كفاحي والذي هو السيرة الذاتية لأدولف هتلر، فإن هذا الكتيب كان يعكس الكثير من أفكار هتلر الشخصية وقراراته. بعد ذلك في نفس اليوم تلقى بطاقة بريدية للانضمام لعضوية الحزب بعد تصويت داخلي وقرر القبول.
و بتوصية من هتلر قرر دريكسلر تغيير اسم الحزب إلى حزب العمال القومي الاشتراكي الألماني (NADSP) في بداية العشرينيات.
في عام 1921 أصبح هتلر خلال فترة قصيرة رئيساً للحزب بلا منازع، في صيف ذلك العام سافر إلى برلين لعقد اجتماع للألمان الاشتراكيين
في شمال ألمانيا، وبينما كان هناك قام باقي أعضاء الهيئة بقيادة دركسلر بتوزيع كتيبات يتهمون فيها هتلر بالسعي للقوة الشخصية بدون مراعاة أي اعتبارات أخرى، هتلر جاء بدعوى قذف فأجبر دركسلر على التبرء أمام العلن، ومن ذلك الوقت عين في منصب رمزي كرئيس شرفي للحزب وترك الحزب في عام 1923.
دركسلر كان أيضاً عضو في النادي السياسي فولكش لعدد وافر من الأعضاء من ميونيخ كان معروف باسم مجتمع الثول.
عضويته في الحزب النازي أصبحت فترتها الزمنية منتهية تبعاً لانقلاب بير هول عام 1923 لأن دريكسلر لم يشارك. في عام 1924 انتخب في برلمان ولاية بافاريا عن حزب آخر حيث أصبح رئيساً للوزراء حتى عام 1928.
و لم يشارك في إعادة هيكلة الحزب النازي عام 1925، ولكنه عاد والتحق بالحزب عند وصول هتلر للسلطة عام 1933.
و تسلم «طلبية الدم» في عام 1934، وهي ميدالية فضية كانت تُستعمل كدعاية سياسية حتى عام 1937، لكن لم يسمح له بأي سلطة حقيقية. ونُسي بشكل كبير بعد وفاته. تأثير الدعاية النازية على المدى الخارجي.